# Bugél Jenő
Bugél Jenő, Eugen Bugél (Pozsony, 1882. november 22. – Temesvár, 1933. június 3.) magyar író, újságíró, szerkesztő.

## Életútja
Tanulmányait Pozsonyban és Eperjesen végezte. A jogi doktorátus megszerzése után bejárta Európát, s hosszabb időt töltött Amerikában. Ezután Boszniában lett fogalmazó, majd tanfelügyelőnek nevezték ki, közben politikai és szépirodalmi cikkeket és verseket közölt, s szerkesztette a Justh-párt zombori lapját.
1918-ban Temesváron telepedett le. A Schwabische Volkspresse főszerkesztője, majd a Bánáti Hírlap, a Magyar Hírlap, a Bánáti Közlöny, az aradi Képes Újság, valamint a Szenzáció, Gól, Mozirevü és Hét c. kérészéletű hetilapok szerkesztője. Több német nyelvű munkát adott ki, szerkesztette a Jahrbuch deutscher Dichter und Schriftsteller (Temesvár, 1928) és Deutsche Eichen (Temesvár, 1929) c. antológiákat. Magyarul operettszövegkönyveket írt, s szerkesztette a fiatal költőket felvonultató A holnap dala (105 magyar költő könyve, Temesvár, 1931) c. antológiát.

## Művei
- A holnap dala. 105 magyar költő könyve; összeáll. Bugél Jenő; Viktória Ny., Timişoara-Temesvár, 1931

- Aus dem Leben. Skizzen aus dem Alltagsleben; Schwarz, Pressburg, 1901

- Jahrbuch deutscher Dichter und Schriftsteller Grossrumäniens; szerk. Eugen Bugél; Helicon, Timişoara, 1928
- Szenzáció. Bugél Jenő riportkönyve; szerzői, Arad, 1920